# Anneissia bennetti
Anneissia bennetti is een haarster uit de familie Comatulidae. De wetenschappelijke naam van de soort werd in 1841 gepubliceerd door Johannes Peter Müller.

## Kenmerken
De diameter van de armenkroon kan tot 40 cm bedragen.

## Verspreiding en leefgebied
Deze soort komt voor in het Australaziatisch gebied en het aangrenzende deel van de Grote Oceaan tot aan Japan, vooral op riffen.